# Za nami noc...
Za nami noc... (pieśni Lluisa Llacha) – debiutancki album grupy Zespół Reprezentacyjny nagrany jeszcze po amatorsku na przełomie stycznia i lutego 1985 roku w studiu Akademickiego Radia „Pomorze” w Szczecinie i wydany na nośniku kasecie magnetofonowej. Ukazał się w czerwcu tego samego roku pod szyldem ARP i SONiDD pod nr. kat. ARP018. Album został wznowiony na CD w 2001 roku przez szczecińską firmę Jacek Music pod nr. kat. JMC-13.
Na repertuar kasety składały się pieśni Katalończyka Lluisa Llacha w tłumaczeniu członków zespołu i przyjaciół. Zespół udokumentował w ten sposób swój pierwszy program, z którym jeździł po Polsce od początku swego istnienia, czyli od 1983 roku.  Jako „wewnętrzne” wydawnictwo akademickie, nie wymagała urzędowych zgód, jakie nękały ówczesną fonografię w PRL. Natomiast specjalną zgodę na jej nagranie zespół uzyskał od samego Llacha, u którego kilka miesięcy wcześniej gościł Jarosław Gugała.
Repertuar kasety, w nieco zmienionej postaci, pojawił się jesienią tego samego roku na kasecie firmy fonograficznej CDN działającej w drugim obiegu. Wydawnictwo nosiło tytuł Mój chcecie zdławić głos... (pieśni Lluisa Llacha) i nosiło numer katalogowy CDN 16. Podstawowymi różnicami między obydwiema edycjami był brak piosenki W karczmie nad morzem, dodana nagrana w studiu konferansjerka i fragment oryginalnego nagrania piosenki Llacha L'estaca (w wersji instrumentalnej).

## Lista utworów
1. Śnimy, 3:47
2. Mur, 4:57
3. Jeszcze, 3:47
4. Debilitas formidinis, 1:39
5. Cisza, 4:40
6. Kura, 2:38
7. Piosenka bez tytułu, 2:41
8. W karczmie nad morzem, 3:58
9. Za nami noc, przed nami świt, 2:12
10. Dzwony żałobne, 11:01
11. Na pewnej ziemi, 2:25
12. Kwiecień 74, 2:56
13. Odpowiedz mi, 4:04
14. Przyjaciele, to nie to, 3:35

## Skład zespołu
- Jarosław Gugała – fortepian, śpiew
- Filip Łobodziński – gitara klasyczna, śpiew
- Wojciech Wiśniewski – gitara akustyczna, śpiew
- Marek Karlsbad – menedżer, śpiew